# Flyghamnsstyrelsen

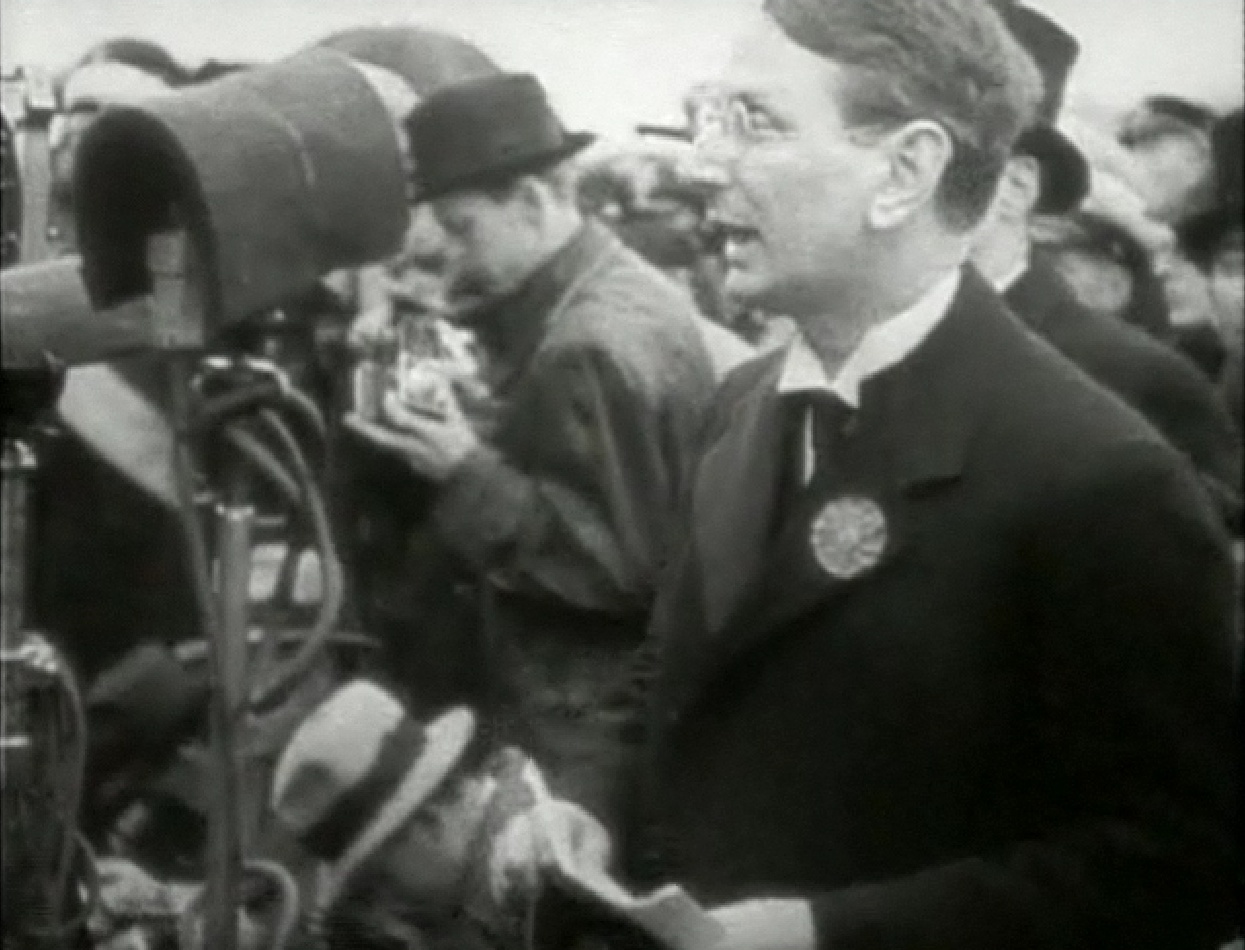
Flyghamnsstyrelsens ordförande Yngve Larsson invigningstalar vid Bromma flygfält 1936.

Flyghamnsstyrelsen bildades 1928 av Stockholms stad och verkade till 1946, med ansvar för bland annat Lindarängens flyghamn och etableringen och driften av Bromma flygfält. Ordförande var under hela dess verksamhet borgarrådet Yngve Larsson.

## Historik
Stockholms stad förvärvade 1923 Lindarängens flyghamn, som anlagts två år tidigare av Svensk Lufttrafik. Driften överläts initialt på Kungliga svenska aeroklubben, men övertogs 1928 av staden, då Flyghamnsstyrelsen grundades.
Den begränsade civila landbaserade flygverksamheten på Ladugårdsgärde hade flyttats i början av 20-talet till Barkarby flygfält utanför stadsgränsen, och Lindarängen var vid styrelsens bildande den enda civila flygplatsen i Stockholms stad. Ansvarig tjänsteman för flyghamnen var hamndirektören. Flyghamnsstyrelsen hade även ansvar även för sportflygfälten i Skarpnäck och Skå-Edeby flygfält samt planeringen av Bromma flygfält, som invigdes 1936.
Hösten 1940 byggde Flyghamnsstyrelsen ett fårstall i flygfältets västra del med plats för 300 får, vilka inköptes från Gotland, samt anställde en fåraherde. Efter lamningen betade som mest 750 får på flygfältet. Fåren avvecklades i oktober 1948.
I mitten av 1940-talet genomförde Yngve Larsson ett byte med staten av Bromma flygplats mot Gärdet. Bromma övergick i statlig regi och stadens flyghamnsstyrelse avvecklades.

## Övrig litteratur
- Beckman, Mats T (2013). Att planera Bromma flygplats : Om arkitektinsatserna i den ursprungliga planeringen. Trita-ARK. Forskningspublikation. Stockholm: Institutionen för arkitektur, Kungliga Tekniska högskolan. ISSN 1402-7453 Libris 8267441. http://www.kth.se/polopoly_fs/1.379859!/Menu/general/column-content/attachment/Bromma%20flygplats.pdf
- Flyghamnsstyrelsens arkiv, Stockholms Stadsarkiv

http://www.archivesportaleurope.net/ead-display/-/ead/pl/aicode/SE-SSA/type/fa/id/SE_SLASH_SSA_SLASH_0202/page/9